# For Your Love (singl, The Yardbirds)
For Your Love bila je pjesma koju je napisao 1965. Graham Gouldman, tada član The Mockingbirdsa, kasnije član sastava 10cc. Pjesmu je ponudio izdavačkoj kući Columbia Records koja je odbila njegov singl. 
Pjesmu je izveo britanski sastav, The Yardbirds. Skladba je dosegla treće mjesto na britanskoj ljestvici singlova. Bila je njihov najveći doseg na ljestvicama u SAD, gdje je dosegla šesto mjesto.

## Top ljestvice
| Ljestvica (1965.)                       | Najviše mjesto |
| --------------------------------------- | -------------- |
| Kanada - singlovi (RPM)                 | 1              |
| UK - singlovi (Official Charts Company) | 3              |
| UK - singlovi (NME)                     | 1              |
| SAD Billboard Hot 100                   | 6              |
| Irska Irish Singles Chart               | 10             |